# 木辺宣慈
木辺 宣慈 （きべ せんじ、旧名：成麿（しげまろ）、1912年4月1日 - 1990年5月2日）は、日本の浄土真宗の僧侶、真宗木辺派21代門主。光学技術者。レンズ磨きの名人として知られ、「レンズ和尚」と呼ばれた。父親は木辺孝慈、母親は醍醐忠敬の娘・静子。長姉の彰子は子爵藤谷為寛の二男・為隆の妻。次姉の弘子は、真宗誠照寺派の28世法主、二条秀淳に嫁いだ。父方祖父は大谷光尊、父方伯父叔母に大谷光瑞、大谷尊由、九条武子ら、母方伯父に醍醐忠重がいる。

## 略歴
- 1912年4月1日、滋賀県の木辺派本山錦織寺に生まれる。
- 旧制滋賀県立膳所中学（現・滋賀県立膳所高等学校）卒業
- 京都帝国大学文学部卒業
- 1969年、木辺派門主に就任
- 1990年5月2日、還浄

### 受賞歴
- 1970年、吉川英治文化賞

## 著作リスト
- 『反射望遠鏡の作り方』（誠文堂新光社、1950年→1967年）